# Pseudohynobius flavomaculatus
Pseudohynobius flavomaculatus är en groddjursart som först beskrevs av Hu, Fei in Hu, Fei och Ye 1978.  Pseudohynobius flavomaculatus ingår i släktet Pseudohynobius och familjen Hynobiidae. IUCN kategoriserar arten globalt som sårbar. Inga underarter finns listade i Catalogue of Life.